# 琴欧洲勝紀
琴欧洲 勝紀（ことおうしゅう かつのり、1983年2月19日 - ）は、旧・ブルガリア人民共和国（現在のブルガリア共和国）ヴェリコ・タルノヴォ州ヴェリコ・タルノヴォ市出身で佐渡ヶ嶽部屋に所属した元大相撲力士。本名は安藤 カロヤン。ブルガリア国籍時代の本名はカロヤン・ステファノフ・マハリャノフ（ブルガリア語：Калоян Стефанов Махлянов、ラテン文字転写例：Kalojan Stefanov Mahljanov）、愛称はカロヤン。身長202cm、体重155kg、握力120kg、血液型はO型。得意手は右四つ・寄り・上手投げ。最高位は東大関。現在は年寄・鳴戸。鳴戸部屋の師匠を務めている。

## 来歴

### 入門前～関脇
2人兄弟の次男で4人家族。レスリングフリースタイル経験者で、欧州ジュニアチャンピオンの実績も持つ。レスリングを始める前はサッカーのストライカーを夢見たこともあったが、大きい体格のせいでゴールキーパーしかやらせてもらえなかったという。大きな体は家系のようであり、自身を含めて実家の家族4人の体重の合計が400kgを超えたこともあった。少年時代には父からもレスリングの基礎の手ほどきを受けた。当初はオリンピックを目指すが、レスリングフリースタイル競技において2002年に130kg級が廃止されて120kg級が体重上限となった(2014年に上限が125kg級に緩和)こともあって「これ以上の減量は無理」とレスリングの道を断念した。レスリングの練習の一環として行ったことが相撲との出会いとなっており、当時130kgであった自身が大学内の相撲大会で小柄な相手に負けた悔しさが相撲に打ち込んだきっかけとなった。2001年にドイツ相撲選手権大会優勝、ヨーロッパ相撲選手権大会個人3位・団体優勝などの成績を残す。ドイツ大会の会場で佐渡ヶ嶽親方（当時＝元横綱・琴櫻）のドイツ在住の知人で実業家の中本（部屋の元床山）にスカウトされ来日。翌2002年秋に佐渡ヶ嶽部屋に入門する。
四股名はヨーロッパ出身であることに由来し、下の名前の“勝紀”は師匠の現役時代の四股名である“琴櫻 傑將”の名前の読み（まさかつ）の一部と本名“鎌谷 紀雄”から一文字ずつ取った。師匠の佐渡ヶ嶽は停年前、横綱昇進の際には自身の現役名（琴櫻）から櫻を譲り「琴櫻州（読み方はそのまま）」への改名を考え、土俵入りの型も決めていたが、後に改名については撤回した。
2002年11月場所に初土俵を踏んだ。本人は夏休みを利用して体験入門に行ったつもりであったが、部屋に着いた途端パスポートを没収されて関取になるまで返さないと宣告され、騙されたような形で入門が決まったのが真相である。佐渡ヶ嶽部屋周辺の松戸市の田舎のような風景には当初、大都会を想像していた琴欧州は面食らい、上位力士が済ませるまで風呂やちゃんこを待つ大相撲のしきたりには「これがプロスポーツの団体なのか?」と驚愕した。当時は新弟子が食べる順番の時までちゃんこのおかずが残っているかどうかも日によってまちまちでちゃんこ鍋の中身まで無い日もあり（一部報道によると汁すらなかったようであり、米に水をかけて食べた日もあったという）、そんな中で冷たい白米を食べるのは琴欧州にとって苦痛であった。レスリング代表の合宿の際に医師、トレーナー、栄養士がチームに帯同してコーチが練習内容を組み立ててくれたことを思えば琴欧州にとって当時の力士養成員の扱いはいつまで経っても我慢できる代物ではなかったため、一日でも早く出世してやろうと思ったという。
日本語は単語から覚え、ノートにローマ字で発音を書き、ブルガリア語で併記して、半年ほど経過して日常会話ができるようになった。部屋近くの公衆電話で国際電話を故郷に掛けると1000円のテレホンカードを1分で使い切ってしまうため新弟子時代はほとんど故郷に電話しなかった。下位時代は当時既に関取であった部屋の琴光喜の付け人を行っていた。
入門当初から部屋の序二段と互角に相撲を取っていたが当初は三段目には敵わなかった。だが次第に頭角を現し、初土俵からわずか8場所のスピード出世で2004年5月場所に新十両昇進。この間は負け越しはおろか3敗以上を喫することさえなかった。2003年2月に右膝を亜脱臼し、3月場所直前までギプスで患部を固めて松葉杖を突いている状況であったが、当時の部屋のルールで三段目以上でないと携帯電話、自転車、パソコンの所持が許されなかったため、序二段に昇進した3月場所はそれらを目当てに強行出場した。
十両2場所目の同年7月場所では13勝を挙げて十両優勝を果たし、僅か2場所で十両を通過して場所後の同年9月場所に新入幕を果たした。入幕2場所目で11勝を挙げて自身初の三賞（敢闘賞）を獲得、さらにそこから2場所後の2005年3月場所では早くも新三役（西小結）となったが、この場所は4勝11敗と上位の壁に大きく跳ね返され、自身初の負け越しとなった（もっとも、前場所前頭4枚目での9勝6敗によるやや幸運な昇進であったため、致し方ない面もあった）。2005年7月場所で小結に復帰すると、8日目に当時4場所連続優勝中で春場所から24連勝中だった朝青龍を破り、千秋楽まで2敗の相星で朝青龍との優勝争いを展開するも、千秋楽で極度の緊張から自分を見失いあっけなく黒星を喫し、後に朝青龍が勝利したため優勝を逃した。それでも12勝3敗の好成績を残して自身初の殊勲賞を獲得。当時連勝中であった朝青龍を破ったことが切っ掛けで朝青龍からは巡業でかわいがりを受けるようになったが、琴欧州本人は「そこで逃げていると強くなれない」と耐え、後に「さんざん可愛がられた。それで強くなった」と振り返っている。
翌2005年9月場所には関脇昇進を果たし、それまで大鵬、千代の富士が持っていた、年6場所制における新関脇での初日からの連勝記録（8連勝）を大幅に上回る12連勝の新記録を樹立した。しかし13日目、朝青龍に敗れ連勝はストップ。その翌日の14日目には当時前頭16枚目ながら優勝争いに加わっていた稀勢の里に呆気なく敗れ、12連勝のあと2連敗。千秋楽は大関千代大海に勝って13勝2敗の成績とし、先場所果たせなかった朝青龍との優勝決定戦に持ち込んだが13日目の本割に続いて敗戦、史上最速での初優勝は成らなかった。しかし史上1位タイとなる新関脇での13勝（過去に1940年5月場所の五ツ嶌、1950年9月場所の吉葉山が新関脇で13勝をあげている、後に2015年3月場所の照ノ富士が並んだ）を挙げ、自身2度目の敢闘賞を獲得。翌11月場所は早くも大関獲りをかける場所となった。
大関挑戦の場所となった翌11月場所は初日垣添に敗れたものの、横綱朝青龍と大関千代大海を破り11勝4敗の成績を挙げ、殊勲賞と敢闘賞を受賞。三役での直近3場所を合計36勝と文句なしの好成績で場所後に大関昇進。佐渡ヶ嶽部屋では1981年に昇進した琴風以来の大関であり、外国人では史上5人目。入門からわずか19場所での大関昇進は年6場所が定着した1958年以降では幕下付出を除き史上最速であった。白人大関の誕生も史上初。
大関とりに3度失敗した兄弟子の琴光喜を間近で見ながらその苦労と難しさを実感し「ワンチャンスでつかまないといけない」という思いが強くなっていたが、一方で「誰が3年で上がれると思っていますか」とスピード昇進記録を狙ったわけではなかった。

### 大関昇進〜幕内初優勝
大関昇進伝達式においては、前師匠の元横綱琴櫻と現師匠の琴ノ若夫妻が同席する異例の事態となった。これは、同場所中に琴櫻が65歳の停年を迎え、規定により佐渡ヶ嶽部屋の力士が千秋楽まで土俵に上がれるようにするために琴ノ若が引退して部屋を継承したことに対して、協会側が配慮したものである。ちなみに、琴ノ若はいわゆる「婿入り婚」のため、琴櫻は退職後も亡くなる直前まで部屋での稽古に顔を出していた。伝達式での口上は「大関の名に恥じぬように稽古に精進します」と述べた。当時はまだ日本語に自信がなかったため、琴ノ若がローマ字で書いてくれたものを覚えたという。
新大関の2006年1月場所は、初日に露鵬に敗れたが、順調に白星を積み上げて行き、一時は優勝争いにも加わったが終盤に負けが込み、10勝5敗とまずまずの成績だった。
幕内10場所目で大関2場所目だった翌3月場所は直前の稽古で右膝を傷め、一時は出場すら危ぶまれたが、本人の意思で何とか出場にこぎつけ、9勝6敗と勝ち越した。
翌5月場所も右膝と右足首が完治せず負け越しが危ぶまれたが、先代師匠の激励を受けて千秋楽にかろうじて勝ち越し、8勝7敗で取り終えた。次の7月場所も1勝2敗から5連勝し6勝2敗としたものの、そこから崩れて再び負け越しの危機に直面したが、またしても千秋楽に勝ち越して8勝7敗。
その次の9月場所は序盤3連勝の好スタートを切ったが、中盤の3連敗が響いて10勝5敗に終わっている。場所後の2006年9月27日、成績が伸び悩んでいたため、より良い画数を考え琴欧州から琴欧洲（読みは同じ）に四股名を改名した。
その改名後の翌11月場所は序盤3連勝したものの、中盤での取りこぼしが響いて結局10勝5敗だった。
2007年1月場所は、稀勢の里戦に於いて大関であるにもかかわらず立合いの変化で勝利を収めたため、国技館内からブーイングが起こった。2007年5月場所は、中日に7勝1敗だったが、終盤崩れて9勝6敗であった。
2007年9月場所では新入幕の豪栄道の活躍で、大関という立場では対戦があるはずの大関・千代大海、横綱・白鵬との取組が外されてしまった。さらに、横綱・朝青龍、大関・魁皇が休場、大関・琴光喜が同部屋所属のため、大関なのに大関以上との対戦がないという事態となった。加えて、そのような事態にもかかわらず下位力士に大きく取りこぼし、8勝7敗に終わった。
翌11月場所には膝の古傷を傷めて、7日目に力士人生で初めての不戦敗・途中休場となる。そのため、2007年は一度も二桁勝利を挙げることが出来なかった。改名の効果が全く出ていない状態が続き、「大関に挙げない方が良かったのでは？」という声も囁かれていた。
翌2008年1月場所は初の大関角番となったが、9勝6敗と勝ち越し角番を脱出した。3月場所では4日目の取組の際、左上腕部を負傷したため、9日目から通算2度目の休場に追い込まれ、悔しさのあまり思わず涙した。
大関に上がるまでは、強烈な引き付けや投げを武器に優勝争いに加わる等の活躍を見せていたが、大関昇進後は怪我とそれに伴う大関陥落に対する精神的な重圧から、一転して長身を持て余すようなスケールの小さい取り口となった。琴櫻は生前この不振を「技術的なことよりも、精神的なことだよね」と語っていた。また、琴欧洲自身も大関時代はプレッシャーに押しつぶされそうになり、神経質になりすぎていたこともあったと引退後に述懐している。

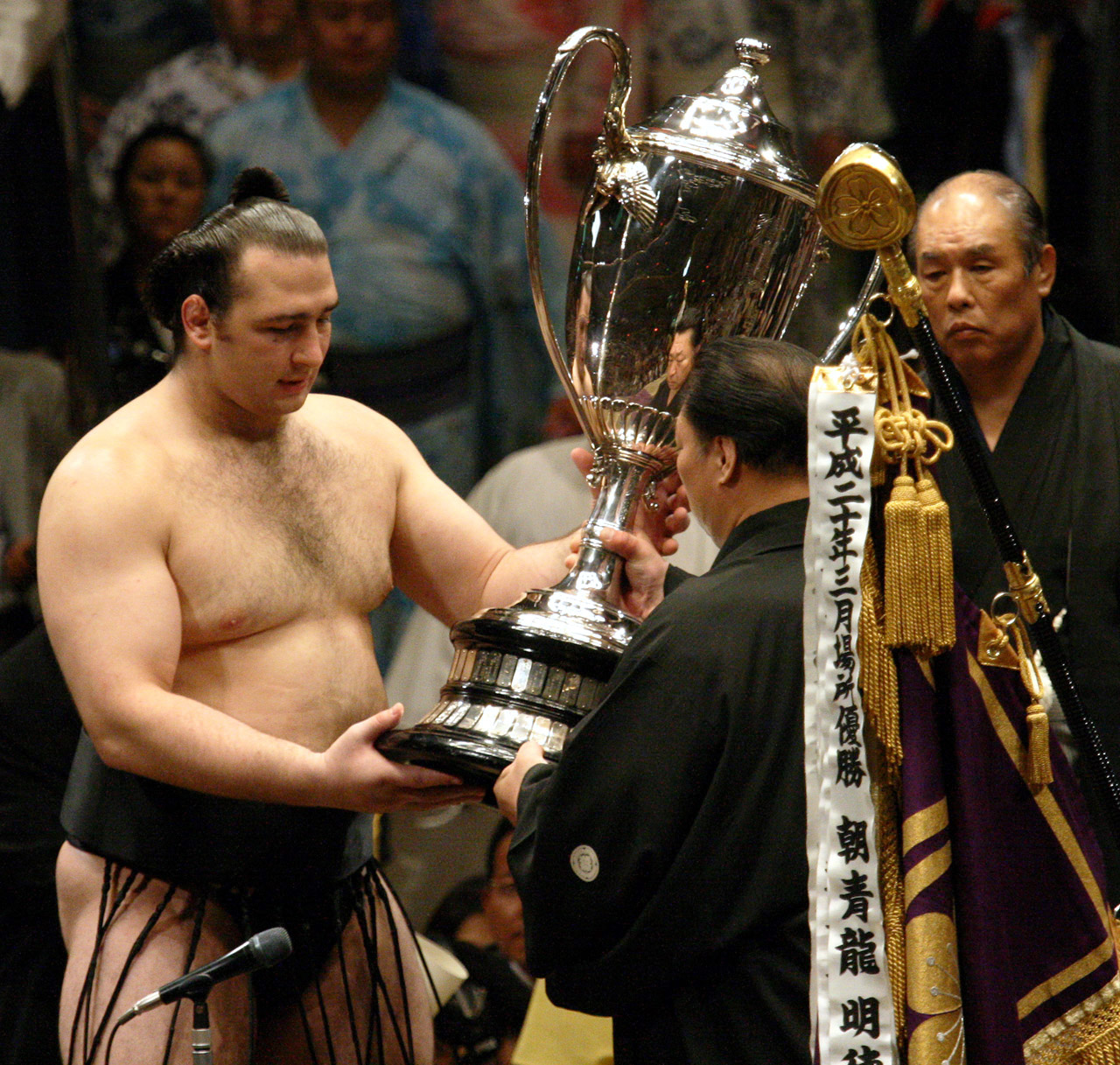
2008年5月場所、北の湖理事長から天皇賜杯を授与される琴欧洲

ところが、体重を5kg増やして臨んだ2008年5月場所では初日から絶好調をキープし、8連勝で角番を脱出。さらに11日目、12日目と朝青龍と白鵬の両横綱に寄り切りで勝利し、優勝目前となる。翌13日目は苦手の安美錦に対し一方的に押し出しで敗れてしまったものの、援護射撃で同部屋の先輩大関・琴光喜が白鵬を寄り倒しで破り2差とし、さらにその直後には朝青龍が魁皇に上手出し投げで敗れて4敗目を喫したため優勝圏外に去った。そして翌14日目は平静さを取り戻し、安馬（後の横綱・日馬富士）を送り倒しで破り初優勝を決めた。千秋楽の千代大海戦にも寄り切りで勝利し、最終的には14勝1敗の好成績で、ヨーロッパ出身力士として史上初となる自身念願の幕内最高優勝を果たした。来日していた父とは花道で大泣きして抱き合い、場所後は温泉宿などで久しぶりに一緒の時間を過ごしたという。
次の2008年7月場所は本来綱取り場所となるところであったが、3月場所までは勝ち越しがやっとだったこともあり、綱と言うよりは大関としての真価を問われる場所となった。また、3月場所では2勝しかできず途中休場したため、全勝以外では横綱昇進の条件を満たせない状況となった。しかし初日に苦手の安美錦に敗れると、7日目までに3敗を喫し結局9勝6敗に終わり、綱取りは白紙に戻った。その後の9月場所、11月場所は2場所ともに8勝7敗で千秋楽で勝ち越してはいるが、優勝した時の強さが全く見られない取り口となった。
2009年1月場所は中日までを7勝1敗とし、一時は優勝争いにも加わったが後半失速し、結局10勝5敗に終わった。第33回日本大相撲トーナメントでは決勝戦まで勝ち進んだものの、決勝では白鵬に敗れ、優勝同点だった。翌3月場所も10勝5敗、大関昇進後では14場所ぶりの連続二桁勝利となった。5月場所は9勝6敗で大関初の3場所連続二桁勝利はならなかったが、14日目に33連勝中の白鵬の連勝記録を止めて存在感を示した。場所後の6月には佐渡ケ嶽部屋のオランダ公演が行われ、ブルガリアから駆けつけた両親の前で相撲を披露した。
次の7月場所前には1日50番近い稽古をこなしたことが実り、7月場所では10連勝とし11日目に千代大海に敗れたものの、当時1敗だった琴光喜が全勝の白鵬を破り再び優勝争いのトップを守った。注目された13日目の白鵬との一敗同士の直接対決では完敗、優勝争いから一歩後退する。翌日の14日目には朝青龍、千秋楽には日馬富士を破り逆転優勝への望みを繋いだが、千秋楽に白鵬が朝青龍に勝利したため優勝決定戦に持ち込むことはできなかった。それでも最終的には13勝2敗の好成績を挙げ、久々に優勝争いを大きく盛り上げた。
翌9月場所は初日から6連勝したものの、7日目に鶴竜に敗れると、10日目から5連敗を喫して9勝6敗に終わった。11月場所は9日目まで1敗を保持し優勝争いに加わっていたが、9月場所同様、10日目で魁皇に敗れてからは失速して10勝5敗に留まった。
2010年1月場所は9勝6敗、3月場所は躍進する把瑠都に万全の相撲で敗れるなどして、10勝5敗に終わる。5月場所は千秋楽の結び前の一番、大関・魁皇に右上手を許し寄り切りで敗れ、魁皇に大相撲史上二人目の「通算1000勝」の大記録を達成させる黒星を喫し、9勝6敗に終わる。
翌7月場所は初日から7連勝と好スタートを切ったが、中日に好調の鶴竜に敗れると後半またも失速し10勝5敗に留まった。9月場所は2009年7月場所以来となる中日での勝ち越しを決め、横綱・白鵬を追う一番手として期待されたが、9日目に苦手の安美錦に敗れると、11日目から4連敗を喫して失速。結局7月場所同様、10勝5敗に留まった。11月場所は5日目までに3敗を喫し、その後6連勝して11日目に勝ち越しを決めたが終盤4連敗を喫し8勝7敗に終わった。
2011年1月場所は9日目まで8勝1敗とし、一時白鵬に星一つ差であったが、終盤に失速して10勝5敗に留まった。しかし大関陣の中では唯一の二桁勝利であった。5月技量審査場所は序盤から不調で、9日目に古傷を悪化させたこともあって11日目から休場した。これで幕内初優勝の2008年5月場所から続いた、連続勝ち越し記録は17場所でストップ。翌7月場所は3度目の大関角番だったが、10日目に魁皇を下し8勝2敗と勝ち越して角番を脱出した（なお魁皇はこの琴欧洲戦を最後に現役引退を表明）。しかし11日目以降は1勝のみで、結局9勝6敗に終わった。9月場所は5月技量審査場所と同様に序盤から1勝5敗と不調で、右膝と右肘を負傷したこともあり7日目から途中休場。しかし場所後の明治神宮例祭奉祝全日本力士選士権大会には出場し、決勝で把瑠都を破って2005年以来6年ぶり2回目の優勝を果たした。11月場所は4度目の大関角番だったが、11日目に角番を脱出し9勝6敗。
2012年1月場所では2010年9月場所以来の初日からの6連勝と好スタートを切り、13日目に横綱白鵬を13場所ぶりに寄り切りで破った（この一番で把瑠都の初優勝が決定）。最終的には10勝5敗と2011年1月場所以来の二桁勝利を挙げた。5月場所14日目、同場所平幕優勝を果たした旭天鵬戦で右足根骨靱帯を損傷したため、千秋楽の栃煌山戦を休場し、3月場所に続き8勝7敗（千秋楽不戦敗）に終わった。この不戦敗で4敗力士の優勝が消滅し、館内からはブーイングが起こり、理事長の協会挨拶では琴欧洲に対する異例の名指し非難と謝罪があった。怪我が完治しない中で強行出場した翌7月場所は12日目に勝ち越しを決め、千秋楽に稀勢の里を破り9勝6敗で終えた。
2012年9月場所5日目、苦手の豊ノ島戦で掬い投げで敗れた際右肩を痛め、翌6日目より途中休場（他大関陣は把瑠都と琴奨菊も4日目から途中休場、6大関の内3人が不在に）。11月場所は自身5度目の角番となったが、11日目に横綱白鵬を下して角番を脱し、9勝6敗で終えた。
2013年1月場所は序盤に3連敗したが12日目に横綱・白鵬に連勝するなど存在感を見せ、千秋楽に稀勢の里を上手投げで下し、最終的には10勝5敗と一年ぶりの二桁勝利で取り終えた。しかし、3月場所は場所前から痛めていた左肘の負傷が悪化し5日目で1勝4敗と絶不調。左肘関節外側側副靱帯損傷により翌6日目から途中休場した。翌5月場所は6回目の角番（武双山と並び歴代5位タイ）を迎えることになった。同場所は初日から4連勝したが肘や膝の傷みに苦しみ、千秋楽に鶴竜を送り出して8勝7敗と辛うじて角番を脱した。
2013年7月場所は14場所ぶりに9日目で早々勝ち越し、10日目まで9勝1敗と優勝争いに加わったが、その後の横綱・大関戦は全敗（14日目は小結・松鳳山にも敗戦）を喫し、終盤5連敗の9勝6敗に終わった。翌9月場所は、初日から4連勝したが、5日目豪栄道に上手投げで敗れた際に左太股裏を負傷し、7日目から途中休場（一時は再出場する意向だったが、怪我が回復しないため断念した）。
翌11月場所は2013年5月場所以来7度目の角番を迎えた（小錦と並び歴代4位タイ）。しかし1勝1敗で迎えた同場所の3日目、松鳳山戦で左肩を負傷し、「左肩鎖関節脱臼で全治4週間」の診断により4日目から途中休場。その後同場所9日目の時点で大関で2場所連続負け越しとなり、大関陥落が決定した。

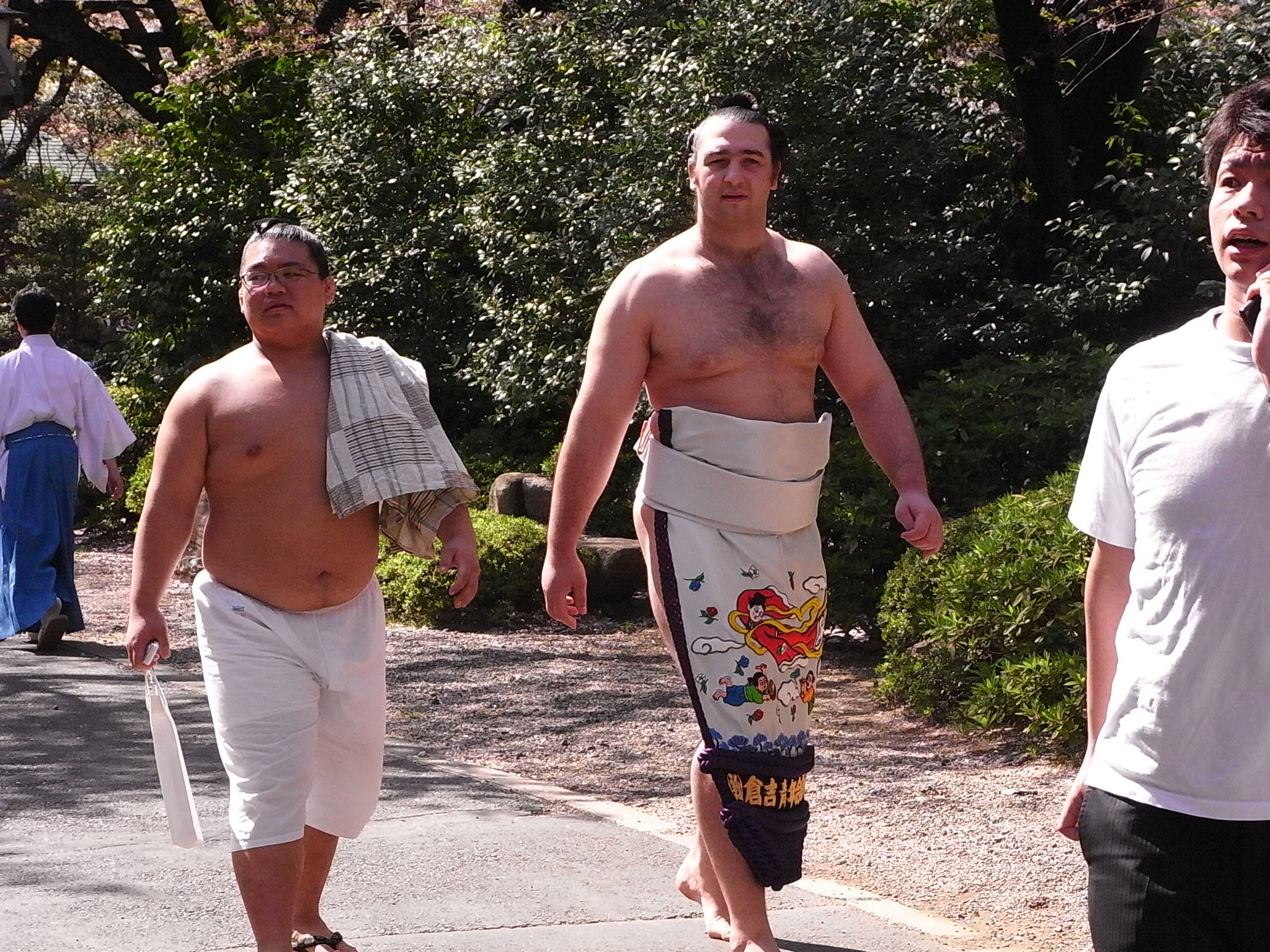
靖国神社奉納大相撲（2009年4月10日撮影）
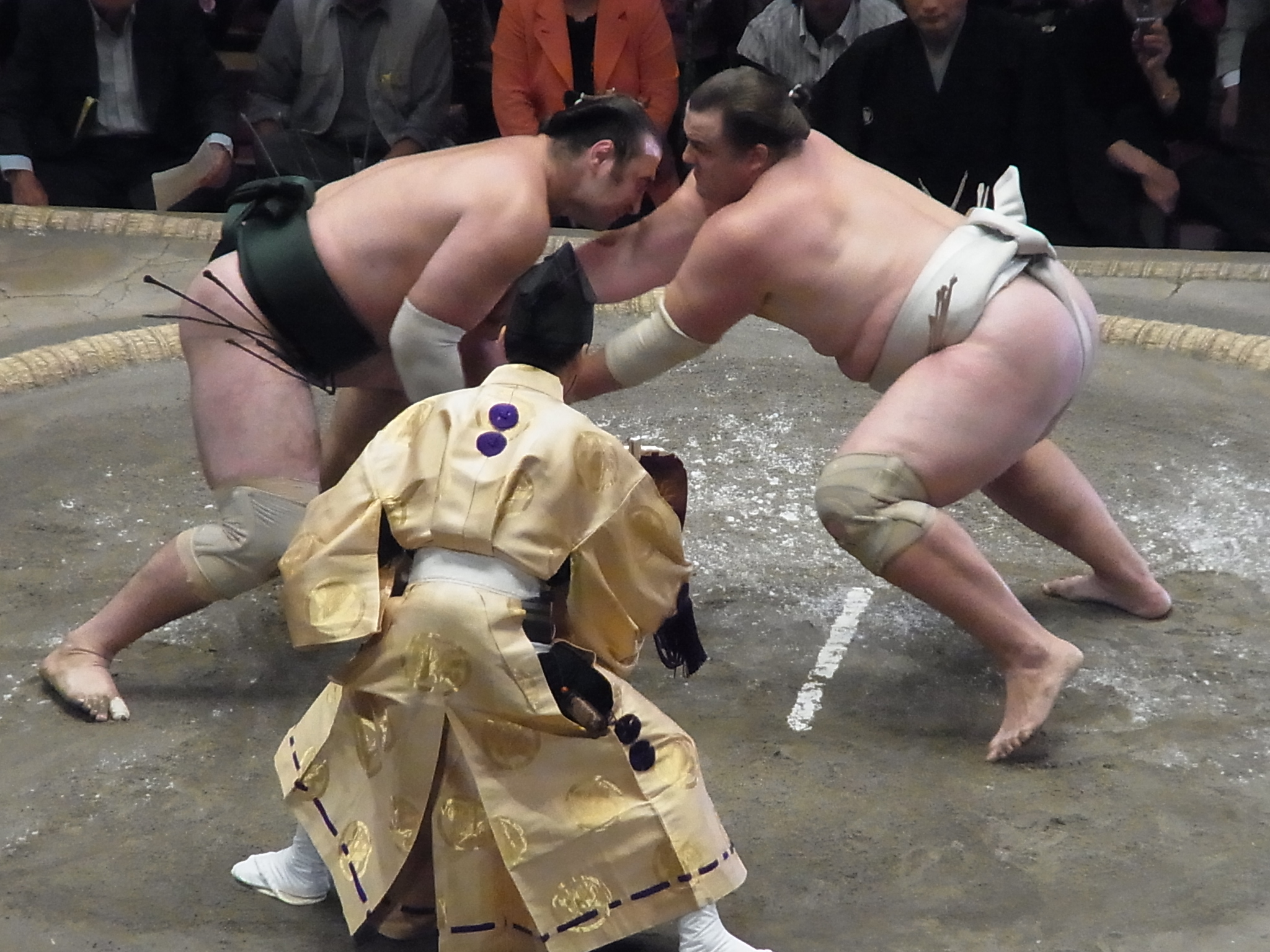
明治神宮例祭奉祝 奉納70回全日本力士選士権大会（2011年10月3日撮影）

### 大関陥落〜現役引退
2014年（平成26年）1月7日に日本国籍を取得して、欧州出身力士としては初となる日本への帰化を果たした。
2014年1月場所前の2013年冬巡業では取組を行わず、土俵入りだけの参加としながら土俵外で四股を踏んで調整する様子が報じられた。その1月場所では10勝以上を挙げれば、1場所で大関特例復帰となっていた。序盤戦では4勝1敗と好調だったが中盤戦で黒星が増え、終盤戦に入った11日目の白鵬戦で5敗目となり絶体絶命に。そして13日目の遠藤戦でついに6敗目を喫してしまい、大関再昇進はならなかった。14日目の玉鷲戦に勝って勝ち越しを決めたが、千秋楽の豪栄道戦は敗れて8勝7敗に終わった。
2014年3月場所では初日こそ白星をあげたが、翌日から10日目の白鵬戦まで9連敗を喫した。1勝9敗で迎えた11日目、左肩鎖関節脱臼のため休場。心身の限界を感じて、翌日3月20日に引退を表明した。元琴錦の中村は「体だけで上がってきて、この試練を乗り越えなければ何も残らず、後進に教える事はない。」と現役続投を薦めた が、結局それは叶わなかった。引退会見では涙を見せて胸の内を語り、思い出の一番として前相撲での取組を挙げ、「稽古して強くなって、早く次の場所で試したいと思って」と述懐していた。なお、この時点で琴欧洲は年寄名跡を所有していなかったが、「大関経験力士が3年の期限付きで日本相撲協会に残留出来る」という規定を行使し、琴欧洲親方として佐渡ヶ嶽部屋付き親方となり後進の指導に当たることとした。会見ではまた、指導者としての出発を迎えるにあたり「厳しく教えるだけでなく、競技の面白さや楽しさを教えなくては駄目。個人ごとの体格や体型によって教えることも変わってくる。その人にあった教え方をしないと」と力説していた。
引退相撲・断髪式は2014年10月4日に両国国技館で行われた。断髪式では白鵬、井岡一翔、父ステファンら約350人がはさみを入れ、師匠の佐渡ケ嶽が大銀杏を切り落とした。「12年間皆さんの力を借りて相撲を取ることができました。満員御礼で胸が詰まって言葉が出ません」と涙を流した。 今後については「できるかできないか話は別だが、部屋を持ちたい」と将来的な独立への意欲を見せた。

### 年寄として
2015年2月12日、年寄・鳴戸を襲名。2017年4月1日に、自身の内弟子2人を連れて佐渡ヶ嶽部屋から独立し、鳴戸部屋の師匠になった。ヨーロッパ出身力士としては初の師匠となった。先代佐渡ヶ嶽から「大関になったから独立してもいいぞ」と言われ、それが叶った形となった。
来日前にブルガリア国立体育大学を休学（事実上2年時中退）したが、ブルガリアの大学在籍時の単位数が認められる形で2015年4月に日本体育大学体育学部武道学科第3学年に編入。同時に日体大相撲部の臨時学生コーチに就任した。
2017年2月、日本相撲協会の業務との両立が難しくなり日体大を中退。同年3月、日体大は相撲界での功績をたたえ、大学独自のシステムで特別に卒業認定し、体育学士号を授与した。
部屋を開いてから2020年3月まで、部屋持ちの年寄としては最年少であった。1980年代生まれでは第1号である。現在は元蒼国来の荒汐親方が荒汐部屋を継承したため、最年少の座を譲った。
2019年1月31日、部屋の20歳の三段目力士が未成年の弟弟子に柔道の締め技を掛けるいじめ行為が発覚。三段目力士は同様の行為を同月までに10回行い、被害者の弟弟子は失神したこともあるという。三段目力士はいじめ行為を大筋で認め、暫定的に同年1月場所の出場を自粛。協会の芝田山広報部長（元横綱・大乃国）によると、暴力を受けた弟弟子や保護者は警察に被害届を出す意向はなく、協会に対応を一任している。行為が悪質であったことから三段目力士は2月8日の協会のコンプライアンス委員会の答申によって「引退勧告相当」となり、同日鳴戸は三段目力士の引退届を提出、協会はこれを受理した。鳴戸は部屋を留守にしている時間があったことから監督責任を問われ、3か月の10％減給の処分を受けた。被害者とその両親から寛大な処分を望むように伝わっているため、三段目力士の実名公表は避けられた。
2019年4月に鳴戸部屋を墨田区内の仮住まいから移転。6月8日に部屋開きが行われ、鳴戸は「第二の人生がスタートした」と感慨に浸った。熱心なスカウト活動で弟子を増やし、5月の新弟子検査では受験者13人のうち6人が鳴戸部屋だった。同年7月場所では鳴戸部屋の同期3人が序ノ口で史上初となる3人全勝の優勝決定戦にもつれ込み、巴戦を制した元林が鳴戸部屋初の優勝力士となった。
現役時代に痛めた膝は、弟子に胸を貸すために引退後に幹細胞治療で改善した。治療以降は膝の脱臼も水がたまることもなく稽古ができているという。
2022年3月30日に協会は新職務分掌を発表し、鳴戸が勝負審判に就任したことが明らかとなった。
2022年5月場所で弟子の欧勝馬が幕下優勝を果たし、翌7月場所での新十両昇進が決定。鳴戸部屋から初めての関取誕生となった。

## 大関在位場所数関係
2012年9月場所で大関在位数が40場所を迎え、小錦（大関在位39場所）を超える歴代単独5位の記録となった。
2013年5月場所は大関在位44場所と北天佑と並び歴代4位タイ記録となる。
2013年7月場所は大関在位45場所を迎え、北天佑を超え、歴代単独4位となった。
大関在位47場所は、千代大海、魁皇、貴ノ花に次ぐ4位だった。

## 取り口
入門以来、その長身と懐の深さを活かした右四つからの寄りや上手投げ、抜群の格闘技センスを活かして番付を駆け上がり、初土俵から最速となる所要11場所で入幕（当時。幕下付け出しを除く）。2005年11月場所終了後に大関に昇進した。大関昇進時には栃東と共に、当時無敵だった横綱朝青龍と互角に渡り合える力士として優勝・綱取りを期待されていたほか、大関の地位で低迷していた頃も、脇の甘い力士や腰の軽い力士に対しては寄りや投げで安定して白星を稼いでいた。
得意は四つ相撲で、特に左上手を取ってからの強烈な投げや寄りを得意とした。左四つでも右上手を取れば十分相撲が取れ、懐の深さを活かして外四つで廻しを取って引きつける相撲も得意であった。さらには、相手が二本を差して肘を張った状態にもかかわらず通常のように浅い位置の上手を取って引きつける相撲を見せたこともある。稀勢の里のような脇が甘い相手には立合いで両差しにしての速攻の相撲も取る。
上半身の力は横綱級と評される一方で、総じてプレッシャーに弱いところが弱点とされていた。自身の精神状態や体調に左右される面があり、調子が良い時には横綱をも負かすが、悪い時には平幕にもあっさり負けることがあった。また、その腕が長い体格ゆえにとったり、腕捻りといった手繰り技を仕掛けられることが多く、少しの手繰り技であっさりと負けてしまうことが多かった。特に魁皇との対戦でその傾向がよく見られた。
何より右膝の不安が不振の主因となっていた。これは、2006年3月場所前に朝青龍との申し合いで傷める以前から慢性的に悪い状況にあり、三段目時代には右膝亜脱臼を経験している。白鵬は「琴欧州が、わりともろいところがあるのは、足が長いということもあるのかもしれないが、膝が伸びきっていることが多いからだ。もし膝を曲げていれば、例えば俵まで押し込まれても、まだ残れるので、反撃のチャンスが生まれる。伸びきったままだと、ケガをしやすくなる。」と指摘している。
過去には朝青龍の相撲スタイルに対して非難をする発言が複数あり、「（興行である本場所上での）荒々しい相撲」に否定的で、客に対しては「綺麗な相撲を見せるべき」であるとの所感を持つ美観主義者である。屋山太郎など有識者の中には琴欧洲の品格を評価する者もいる。

## 合い口
- 第68代横綱・朝青龍には7勝16敗（優勝決定戦で1敗）。最後の勝利は2009年11月場所で決まり手は、寄り切り。
- 第69代横綱・白鵬には10勝35敗。大関同士の対戦は1勝5敗、横綱昇進後は4勝25敗。最後の勝利は2013年1月場所で決まり手は、寄り切り。
- 第70代横綱・日馬富士には17勝23敗。大関同士の対戦は8勝10敗、横綱昇進後は5敗。
- 第71代横綱・鶴竜にも12勝18敗。大関同士の対戦は3勝3敗、横綱昇進後は対戦なし。
- 第72代横綱・稀勢の里には27勝15敗（不戦敗1を含む）。大関同士の対戦は4勝4敗。
- 元大関・豪栄道には14勝11敗（不戦勝1を含む）。いずれも豪栄道の大関昇進前の対戦である。
- 元大関・栃ノ心には12勝4敗。いずれも栃ノ心の大関昇進前の対戦である。
- 元大関・千代大海に16勝7敗。大関同士の対戦は12勝7敗。最後の勝利は2009年5月場所で、決まり手は引き落とし。
- 元大関・雅山に22勝5敗。いずれも雅山の大関陥落後の対戦である。
- 元大関・魁皇には16勝12敗。大関同士の対戦は15勝10敗、最後の勝利は2011年7月場所で、決まり手は押し出し、魁皇の現役最後の対戦相手となった。
- 元大関・把瑠都には17勝10敗。大関同士の対戦は8勝3敗。

## エピソード

### 人物
- 現役時代は端正な顔立ちから「角界のベッカム」と称された[62]。ただし、ラスベガス公演ではKONISHIKIから「角界のベッカム」と紹介されたが、アメリカではサッカーはポピュラーなスポーツではないのでそれほど歓声があがらず、「角界のトム・クルーズ」と紹介すると大歓声が上がったと言う。
- 趣味はゴルフ、好きな色は青、好物はラーメン、好きなスポットは北海道・沖縄県[1]。
- 角界では珍しい大の賭博嫌いである。2005年8月のラスベガス公演中にカジノのスロットマシンに興じて10ドル負けただけで落胆した事がトラウマになり、それ以来二度と賭博は行っていない[83]。
- 帰化の際、四股名を日本名にする力士が多い中、（例・武蔵丸〈フィアマル・ペニタニ→武蔵丸光洋〉）ブルガリア名の「カロヤン」をそのまま日本名に用いている。「安藤」は妻の旧姓。苗字の方は「あまり変わったものにすると息子がかわいそう」、名前の方は「適当な当て字が見つからず、漢字の読み書きが難しい」という理由で現在のものに決めたという[84]。
- ボランティア活動に積極的に取り組んでおり、知的障害者施設や特別養護老人施設への慰問や、NPO法人「海外に子ども用車椅子を送る会」の活動にも参加している[85]。
- 優勝した2008年5月より日本語でブログをスタート。漢字を使うのは苦手らしく、主にひらがなで文章を書いている。2014年3月場所限りで現役引退を決意した際、自身のブログにて「ありがとう ございます」の題名から始まるひらがなと漢字を混ぜた文面を記載[86]。後にこの綴った記事がネット[誰?]を中心に「泣ける」「感動」と大きな反響[要出典]を呼び、琴欧洲自身は「自分のブログがyahooトピックスのトップに出てビックリしている。優勝した時だってトップにならなかったのに…」と驚いたという。尚引退後も自身のブログを閉鎖せず、続けていく意向を示している[87]。その後も、ブログが漫画やテレビなどで紹介されて話題になり、「BLOG of the year 2017」オフィシャル部門で優秀賞を受賞した[88]。
- 引退から3年後の2017年7月3日、この日は7月場所前の新弟子検査であったが、新弟子たちの検査の合間を縫って、鳴戸は背筋力の計測に挑戦した。この時の鳴戸の年齢である34歳の平均背筋力は140kgだが、281kgを計測した。握力も計測し、軽く握っただけで80kgを記録[89]。
- 新型コロナウイルス感染拡大によって導入されたリモート取材に関して、2020年9月場所に「もし自分が現役なら?」と聞かれた際、「日によると思うが、会って話したほうが伝わるのでリモートは積極的に受けようと思わない。誤解を生んだり、ニュアンスがくみ取れない可能性もあるので」と否定派の立場を示した[90]。

### 取組関連
- 2010年5月場所千秋楽、先輩大関・魁皇が勝利して元横綱・千代の富士以来史上2人目の通算1,000勝を達成したが、その対戦相手が琴欧洲だった。それから1年後、2011年7月場所10日目に琴欧洲は魁皇に勝利して勝ち越し、大関角番を脱出したが、取組後「今場所（の魁皇）は良くない感じ。当たりがいつもより弱い」と複雑な心境を吐露していた。魁皇はこの琴欧洲との相撲を最後に現役引退を表明し、琴欧洲は「びっくりした。ここで引退するとは感じなかった」と驚きながらも「（魁皇関からは）礼儀、考え方、真面目さなど多くのことを学んだ」と、魁皇への尊敬と感謝の言葉を述べていた[91]。
- 2013年5月場所14日目の松鳳山戦は立合いから激しい突っ張りの応酬。突っ張りで距離を保とうとする松鳳山に対して何とか左上手を探ろうとする琴欧洲だったが、上手く足を送ることが出来ず、腰から崩れ落ちてしまった。この取組の勝負結果は腰砕けと発表されたが、大関が腰砕けによって敗れるのは、1955年に68手（2000年に現在の82手へ改定）の決まり手が制定されて以降初めてのことであった[92]。
- 69代横綱・白鵬については幕下時代から切磋琢磨してきた関係であり尊敬する大横綱とし、白鵬との取組が現役最後の相撲になったことは、相撲人生をしめくくる意味で大変ありがたかったと語っている[93]。
- 72代横綱・稀勢の里は2017年3月場所で、66代横綱・若乃花以来19年振りの日本出身力士として新横綱となり、更に当場所で2度目の幕内優勝を果たす。だが、その3月場所13日目に横綱・日馬富士戦で敗れた際、左肩周辺の筋肉を部分断裂する重傷を負う。それ以降稀勢の里は大怪我の影響で成績不振が続き、2017年5月～2018年5月場所と7場所も連続休場。2018年6月当時、独立直後の部屋で連合稽古を見ていた鳴戸親方は、稀勢の里に対し「（稽古で）何がやりたいのか分らない。（体に）砂が全然ついてないし、横綱も砂まみれに成るぐらい、初心に戻ってやらないと…。自分はそうしてきた」と苦言を呈していた[94]。
  - その後も稀勢の里は2018年7月場所まで8場所連続休場。同年9月場所で10勝5敗と一旦復活するも、翌11月場所は初日から4連敗と絶不調で又しても途中休場。進退を掛けた2019年1月場所も序盤で3連敗を喫し、結局同場所4日目に横綱在位12場所の短命で現役引退。それに関し鳴戸親方は「もっと早く引退してもおかしくなかったが、よく此処まで頑張った。最後迄真面目に相撲と向き合った姿は立派だった」と称えるコメントを述べている[95]。

### 懸賞金・タニマチ関連

欧州連合（EU）の旗

- 化粧廻しに関しては、後述の明治乳業のもの以外にも月に翔けるユニコーンが描かれたものも使用していた[96]。
- 2006年4月、EUより、欧州旗をベースにデザインされた化粧まわしを贈られ[97]、夏場所より使用している。ちなみに同年の明治乳業のCMでは、以前の化粧まわしを締めている。当初は12の（白）星が描かれているため「12勝しかできない」意味で縁起が悪いと反発があったが、後に「残り3つの星は自分の力で勝ち取る」という激励の意味を付加することで受け取ることになった。
- 2005年11月場所、自身が解答者として出演したフジテレビ『なるほど!ザ・ワールド』の懸賞が懸けられた。テレビ番組の懸賞金は異例である。

### 食習慣
- 入門時にはちゃんこにまるで馴染めず、腹を空かせたまま困っていた琴欧洲（当時、琴欧州）は先代佐渡ヶ嶽に別室へ呼び出されて「欧州、食べろ」と大きなフランスパンを振る舞ってもらったのでこれで空腹が防ぐことができ助かったという[3][98]。しかし来日以来、米飯が苦手で食べられず、ラーメン党に転身。ラーメンとの出会いは初土俵となる2002年11月場所であり、場所へ出掛けた福岡で豚骨ラーメンに出会った琴欧州は「それまでは部屋のちゃんこしか食べていなかったけど、こんなおいしいものがあるのか」と思った[99]。ただ、部屋の所在地である千葉県松戸市から東京へ向かうまで約1時間かかる上に、部屋の近所にもラーメン屋があまり多くないのでラーメン屋巡りは趣味としていない[3]。ブルガリアでは米類はヨーグルトに混ぜて食べるお菓子であり、その感覚からか、ご飯を主食で食べる行為が気持ち悪く感じられてどうしても苦手であった。それゆえ体重が増えず、優勝をとり逃すことが多かった。だがその後、決心してご飯に牛乳、チーズをかけて大量に食すことで体重を増やし、ついには本場所で優勝できた。
- 餅は食べられるらしく好物でもある。正月時に食するみぞれ餅、豆餅、きな粉餅、等はいける。だが「納豆餅だけはぜったい無理!!」とのことであった。暫く納豆は気持ち悪く苦手であったが、2012年頃から納豆嫌いを克服して現在では好き嫌いが全く無くなったという[3]。2018年の時点では塩辛や納豆をおかずにするほど白米が好きになっており、日本食に対する抵抗は完全に払拭された[100]。
- 酒に強く、ラキアをボトル一本飲んでようやく少し気持ちよくなる程度で、水割りのウィスキーなどは水を飲んでいるような感覚だという[101]。

#### ヨーグルト
- 2004年9月、出身国の名を冠したヨーグルトを販売する明治乳業（現・明治）から化粧まわしを贈られた（タイミングとして、琴欧州=当時=の新入幕の場所と合致した）。同社は特約を結んで自社製のヨーグルトを納入しており、独立後も2017年から再び鳴戸部屋にヨーグルトやジュースを提供している[102]。また、弟子達には部屋のちゃんことして毎日明治製のヨーグルトを食べさせている。
- ブルガリアの実家にいた頃は毎日約2kgものヨーグルトを食べていた。
- CM出演の際に報道陣に日本のヨーグルトはどうかと質問された時は、「ブルガリアのとは違うけど、でも美味しい」と答えていた。

### 家族
- 父は、1955年または1956年生まれ。母は、1960年または1961年生まれ[103]。
- 故国の両親への仕送りをしているが、両親は「あの子（琴欧洲）には自分のために使ってほしい」と言っている。今まで母には洗濯乾燥機、父には腕時計、自動車2台（中古のフォード車、新車のトヨタ・ランドクルーザー）を贈っている孝行息子である。大相撲入門に至った理由の一つとして交通事故にあって働けなくなった父の代わりに家計を助けるという目的があり、後年琴欧洲は「（自分は）親に仕送りするために相撲界に入ったのに、日本人はどうして入門してからも親に仕送りをしてもらうの。おかしいね」と日本人力士の現状に厳しい言葉を投げかけたことがある[104]。
- 2009年5月に結婚。翌2010年2月に日枝神社で挙式を行った[105]。妻との馴れ初めは、十両時代の2004年名古屋場所の頃に部屋近くのコンビニで声をかけたことからで、プロポーズをするまで千葉と愛知の遠距離恋愛が5年間続いたという[106]。2011年11月には第1子となる長男が誕生[38]。

### 祖国・ブルガリア
- EU親善大使、ブルガリア友好親善大使に任命されている[107][108][109]。
- 元サッカーブルガリア代表で、日本プロサッカーリーグ（Jリーグ）でもプレー経験のあるイリアン・ストヤノフとは友人であり、ストヤノフが以前所属していたジェフユナイテッド市原・千葉の元監督であるイビチャ・オシム・前日本代表監督とも親交がある[110]。
- 故郷ブルガリアでは、敵役となった朝青龍の知名度も急速にアップし「アサショーリュー憎し」の声が高まっていた。ブルガリアの新聞は連日、琴欧洲の結果とともに朝青龍の取組も紹介。また、実家のあるジュルニツァ村の村長ヤンコ・コレフ・ヤンコフが「アサショーリューは威張ったやつだ。顔も見たくない!」と話すと、一緒にいた何人かの村民も頷いた[111]。
- 2009年7月28日、ブルガリアの知名度や文化を日本で広めた点が評価され、ブルガリアで最高位の勲章「スタラ・プラニナ章」（Стара планина、日本の国民栄誉賞に相当）を首都ソフィアの大統領府で授与された[112]。
- 自身が紹介した地元ブルガリアの後輩・碧山には何かと世話をしており、碧山が来日した際には日本語を覚えられるようにと幼児用の教養絵本を数冊プレゼントした[113]。碧山は日本語を覚えた現在でもその絵本を大切にしている。
- 千原せいじが実家を訪れたことがある。

## 略歴
- 2002年11月場所 - 初土俵
- 2003年1月場所 - 序ノ口優勝
- 2004年3月場所 - 幕下優勝
- 2004年5月場所 - 新十両
- 2004年7月場所 - 十両優勝
- 2004年9月場所 - 新入幕
- 2005年3月場所 - 新小結
- 2005年9月場所 - 新関脇
- 2006年1月場所 - 新大関
- 2006年11月場所 - 四股名を琴欧洲に改名
- 2008年5月場所 - 幕内初優勝
- 2013年11月場所 - 大関陥落
- 2014年3月場所 - 現役引退
- 2015年2月 - 年寄：鳴戸を襲名
- 2017年4月 - 鳴戸部屋を創設

## 主な成績

### 通算成績
- 通算成績：537勝337敗63休 勝率.614
- 幕内成績：466勝322敗63休 勝率.591
- 大関成績：378勝264敗63休 勝率.589
- 現役在位：68場所
- 幕内在位：57場所
- 大関在位：47場所（歴代4位）
- 三役在位：6場所（関脇4場所、小結2場所）

### 各段優勝
- 幕内最高優勝：1回（2008年5月場所）
- 十両優勝：1回（2004年7月場所）
- 幕下優勝：1回（2004年3月場所）
- 序ノ口優勝：1回（2003年1月場所）

### 三賞：金星
- 三賞：5回
  - 殊勲賞：2回（2005年7月場所、2005年11月場所）
  - 敢闘賞：3回（2004年11月場所、2005年9月場所、2005年11月場所）
- 金星：なし

### 場所別成績
| | 一月場所 初場所（東京） | 三月場所 春場所（大阪） | 五月場所 夏場所（東京） | 七月場所 名古屋場所（愛知） | 九月場所 秋場所（東京） | 十一月場所 九州場所（福岡） |
| --- | ----------------------- | ----------------------- | ----------------------- | --------------------------- | ----------------------- | --------------------------- |
| 2002年 （平成14年） | x                       | x                       | x                       | x                           | x                       | （前相撲）                  |
| 2003年 （平成15年） | 西序ノ口30枚目 優勝 7–0 | 西序二段25枚目 6–1      | 西三段目62枚目 6–1      | 東三段目8枚目 6–1           | 東幕下33枚目 5–2        | 西幕下21枚目 5–2            |
| 2004年 （平成16年） | 東幕下8枚目 6–1         | 東幕下2枚目 優勝 7–0    | 東十両10枚目 10–5       | 東十両3枚目 優勝 13–2       | 東前頭14枚目 9–6        | 西前頭10枚目 11–4 敢        |
| 2005年 （平成17年） | 東前頭4枚目 9–6         | 西小結 4–11             | 東前頭5枚目 10–5        | 東小結 12–3 殊              | 東関脇 13–2 敢          | 東関脇 11–4 殊敢            |
| 2006年 （平成18年） | 西大関2 10–5            | 西大関1 9–6             | 西大関1 8–7             | 西大関2 8–7                 | 西大関2 10–5            | 西大関1 10–5                |
| 2007年 （平成19年） | 東大関1 9–6             | 東大関2 8–7             | 西大関 9–6              | 東大関2 9–6                 | 西大関1 8–7             | 東大関2 2–5–8               |
| 2008年 （平成20年） | 西大関2 9–6             | 東大関1 2–7–6           | 西大関2 14–1            | 東大関1 9–6                 | 西大関1 8–7             | 西大関2 8–7                 |
| 2009年 （平成21年） | 東大関2 10–5            | 東大関1 10–5            | 東大関1 9–6             | 西大関1 13–2                | 東大関1 9–6             | 東大関1 10–5                |
| 2010年 （平成22年） | 東大関1 9–6             | 西大関1 10–5            | 西大関1 9–6             | 東大関2 10–5                | 西大関1 10–5            | 東大関1 8–7                 |
| 2011年 （平成23年） | 東大関2 10–5            | 八百長問題 により中止   | 東大関1 3–8–4           | 西大関2 9–6                 | 西大関2 1–6–8           | 東大関2 9–6                 |
| 2012年 （平成24年） | 東大関2 10–5            | 西大関2 8–7             | 東大関3 8–7             | 東大関3 9–6                 | 東大関3 2–4–9           | 西大関2 9–6                 |
| 2013年 （平成25年） | 東大関2 10–5            | 西大関1 1–5–9           | 西大関2 8–7             | 西大関2 9–6                 | 東大関2 4–3–8           | 西大関2 1–3–11              |
| 2014年 （平成26年） | 西関脇 8–7              | 西関脇 引退 1–10–0      | x                       | x                           | x                       | x                           |
| 各欄の数字は、「勝ち-負け-休場」を示す。 優勝 引退 休場 十両 幕下 三賞：敢=敢闘賞、殊=殊勲賞、技=技能賞 その他：★=金星 番付階級：幕内 - 十両 - 幕下 - 三段目 - 序二段 - 序ノ口 幕内序列：横綱 - 大関 - 関脇 - 小結 - 前頭（「#数字」は各位内の序列） |                         |                         |                         |                             |                         |                             |

### 幕内対戦成績
| 力士名   | 勝数 | 負数 | 力士名   | 勝数 | 負数   | 力士名   | 勝数 | 負数  | 力士名   | 勝数  | 負数  |
| -------- | ---- | ---- | -------- | ---- | ------ | -------- | ---- | ----- | -------- | ----- | ----- |
| 碧山     | 4    | 0    | 朝青龍   | 7    | 16(1)* | 朝赤龍   | 9    | 6     | 安美錦   | 18    | 19(1) |
| 阿覧     | 10   | 1    | 勢       | 0    | 1      | 岩木山   | 9    | 1     | 遠藤     | 0     | 2     |
| 皇司     | 1    | 0    | 隠岐の海 | 3    | 7      | 魁皇     | 16   | 12    | 魁聖     | 2     | 1(1)  |
| 海鵬     | 2    | 1    | 臥牙丸   | 6    | 0      | 垣添     | 7    | 4     | 鶴竜     | 12    | 18    |
| 春日王   | 0    | 1    | 春日錦   | 1    | 0      | 稀勢の里 | 27   | 15(1) | 北桜     | 0     | 1     |
| 北太樹   | 4    | 1    | 旭鷲山   | 4    | 2      | 旭天鵬   | 22   | 5     | 豪栄道   | 14(1) | 11    |
| 黒海     | 9    | 4    | 霜鳥     | 1    | 0      | 十文字   | 3    | 0     | 翔天狼   | 1     | 0     |
| 松鳳山   | 2    | 8    | 隆の鶴   | 2    | 0      | 隆乃若   | 1    | 1     | 高見盛   | 6     | 0     |
| 髙安     | 2    | 2(1) | 宝富士   | 2    | 0      | 豪風     | 17   | 5     | 玉春日   | 2     | 0     |
| 玉乃島   | 8    | 2    | 玉鷲     | 3    | 1(1)   | 千代大海 | 16   | 7     | 千代大龍 | 2     | 1     |
| 出島     | 9    | 5    | 時天空   | 13   | 8      | 徳瀬川   | 1    | 1     | 土佐ノ海 | 2     | 1     |
| 土佐豊   | 1    | 1    | 栃東     | 6    | 5      | 栃煌山   | 10   | 13(1) | 栃栄     | 1     | 0     |
| 栃ノ心   | 12   | 4(1) | 栃乃洋   | 4    | 2      | 栃乃花   | 1    | 0     | 栃乃若   | 2     | 0     |
| 豊桜     | 0    | 1    | 豊ノ島   | 15   | 15     | 豊響     | 4    | 1     | 白馬     | 2     | 2     |
| 白鵬     | 10   | 35   | 白露山   | 1    | 1      | 追風海   | 2    | 1     | 把瑠都   | 17(1) | 10    |
| 日馬富士 | 17   | 23   | 武州山   | 1    | 0      | 普天王   | 9(1) | 2     | 豊真将   | 11    | 7     |
| 北勝力   | 13   | 0    | 雅山     | 22   | 5      | 妙義龍   | 6    | 4(2)  | 嘉風     | 5     | 2     |
| 露鵬     | 5    | 6    | 若荒雄   | 2    | 1      | 若の里   | 5    | 9     | 若ノ鵬   | 2     | 1(1)  |

- 他に優勝決定戦で、朝青龍に1敗がある。

（カッコ内は勝数、負数の中に占める不戦勝、不戦敗の数）

## 改名歴
- 琴欧州 勝紀（ことおうしゅう かつのり）2002年11月場所 - 2006年9月場所
- 琴欧洲 勝紀（ことおうしゅう - ）2006年11月場所 - 2014年3月場所

右膝と足首の怪我の影響で不本意な相撲が続いていたので、字画を考えて付けた。

## 年寄変遷
- 琴欧洲 勝紀（ことおうしゅう かつのり）2014年3月 - 2015年2月
- 鳴戸 勝紀（なると かつのり）2015年2月 -

## 出演

### 映画
- テルマエ・ロマエII（2014年） - コトオウシュヌス 役

### CM
- スカイパーフェクト・コミュニケーションズ「スカパー!よくばりパック」「スカパー!えらべる15」（2005年）[114]
- 明治乳業「ブルガリアヨーグルト」「おいしい牛乳」「ターボカップ」（2005年 - 2006年）[114]
- 日清食品「ラ王」「ごんぶと」「ごん太」「日清のごんぶと」（2006年）[114]
- 日本郵船（2006年）[115]
- ACジャパン（当時の団体名は公共広告機構）「はっけよいエコライフ」（2006年）[114]
- アサヒビール「本生」（2006年）[114] - 把瑠都と共演
- 大栄（2013年）[114]
- ソフトバンク「スマ放題 焼肉篇」（2014年）[114]
- 東京都「人権週間」（2014年）[116]

### TV出演
- なるほど!ザ・ワールド 年末の祭典!スペシャル!!（2005年12月28日、フジテレビ）
- 第56回NHK紅白歌合戦（2005年12月31日、NHK総合・ラジオ第1）- ゲスト審査員
- ブンブンお正月！正月からどこ見てんのよ!?ジャリバラ！SP（2006年1月1日、フジテレビ）
- 謹賀新年!生『ぷっ』すま 何が起こるか予測不能 5時間無謀の生放送スペシャル（2006年1月2日、テレビ朝日）
- SMAP×SMAP（2006年1月30日、フジテレビ）
- いつみても波乱万丈（2006年2月26日、日本テレビ）
- さんまのまんま（2006年2月3日、2014年9月13日、フジテレビ）
- 関口宏の東京フレンドパークII（2006年3月6日、TBS）
- いい旅・夢気分 20周年記念 3時間スペシャル（2006年4月12日、テレビ東京）
- 徹子の部屋（2006年5月3日、2017年6月14日、テレビ朝日）
- ダウンタウンDX（2006年11月9日、2014年9月11日、日本テレビ）
- 世界・ふしぎ発見!（2007年4月28日、TBS）（千代大海に続き力士としては2人目のゲスト出演）
- メレンゲの気持ち（2008年6月28日、2014年8月30日、日本テレビ）
- オーラの泉（2008年9月6日、テレビ朝日）
- 踊る!さんま御殿!!（2009年10月13日、日本テレビ）
- ジャンクSPORTS（2007年8月5日、2009年10月25日、12月13日、フジテレビ）
- 昭和・平成の興奮再び 大相撲100番名勝負!!（2010年12月30日、テレビ東京）
- 炎の体育会TV 豪華版（2013年4月6日、TBS）
- プレバト!!（2014年9月4日、毎日放送）
- 私の何がイケないの?（2014年9月1日、TBS）
- にっぽん!いい旅（2014年12月17日、テレビ東京）
- スポーツジャングル（2016年6月14日、フジテレビ）
- SPORTS ウォッチャー（2017年5月13日、7月8日、2018年1月13日、テレビ東京）
- あさチャン!（2017年9月28日、2018年3月29日、5月28日、TBS）
- ゆうがたサテライト（2017年10月13日、テレビ東京）
- ふるさとの夢（2017年11月2日、11月9日、TBS）
- 密着!すもう部屋物語 第二幕（2018年1月10日、BS日テレ）
- ＃ジューダイ（2018年4月26日、NHK Eテレ）

## 著書
- 琴欧洲勝紀『今、ここで勝つために 琴欧洲自伝』徳間書店、2014年。ISBN 978-4-19-863860-3。